# Di-hidrogenofosfato de amônio
Dihidrogenofosfato de amônio, ou fosfato de monoamônio, ou ainda fosfato monoamônico, citado às vezes como ADP, do inglês ammonium dihydrogen phosphate, composto químico de fórmula NH4H2PO4, é formado quando uma solução de ácido fosfórico é adicionado à amônia até a solução estar distintamente ácida. Cristaliza-se em prismas tetragonais. Fosfato de monoamônio é frequentemente usado na composição de fertilizantes agrícolas secos. Ele supre o solo com os elementos nitrogênio e fósforo numa forma que é usável pelas plantas. O composto é também um componente do pó ABC em alguns extintores de incêndio de pó (extintores "secos"). Esta substância é também fornecida em cristais verde esmeralda ou água-marinha em conjuntos de crescimentos de cristais ("aquários químicos") com fins educativos ou recreacionais.

## PRODUÇÃO[3]
“O mono amónio fosfato … é produzido por reação de amónia anidra e ácido fosfórico em reatores descontínuos ou contínuos e cristalizado em cristalizadores convencionais porque a pressão parcial de amónia sobre esta solução ácida é relativamente baixa. Os cristais são centrifugados e secos abaixo de 100 ° C num secador rotativo e a água-mãe é devolvida ao reator.” 
   “Os mono amónio fosfato são produzidos pela neutralização do ácido fosfórico com amónia. O ácido fosfórico húmido bruto ou parcialmente purificado é usado principalmente para aplicações em fertilizantes. No entanto, o ácido fosfórico térmico puro é usado preferencialmente para a produção de fosfatos de amónio comerciais com um ensaio > 99%.” 
   “Bombeando gás de amónia seco numa solução a 80% de ácido fosfórico. A composição do produto é controlada mantendo o pH entre 3,8 e 4,5. Quando a mistura é arrefecida, cristais de fosfato mono amónio precipitam.” 

## USOS

### FERTILIZANTE - GRANULADO MONO AMÓNIO FOSFATO[4][5][6]
Este granulado é para uso directo, que contém fósforo e nitrogénio. O fósforo é totalmente solúvel em água, e todo o nitrogénio está na forma amoniacal. É um fertilizante universal que pode ser usado em todos os tipos de culturas e de solo. Ele é especialmente adequado como fertilizante em culturas com uma alta exigência de fósforo (por exemplo, milho). Além disso, a absorção de fósforo pelas raízes é também potenciada pelo alto teor de nitrogénio amoniacal.

### FERTILIZANTE - SAL MONO AMÓNIO FOSFATO[4][5][6]
Este sal é um cristal branco, onde se diluí em água. Tal como o fertilizante granulado contém nitrogénio e fósforo. Sendo utilizado também para todos os tipos de solo e culturas.

### EXTINTOR - PÓ MONO AMÓNIO FOSFATO[7][8][9][10]
Este pó é utilizado em extintores contra incêndios de classe A, B e C. Eles contêm mono amónio fosfato, que sai como um pó amarelo, e ao aplicar-se, as partículas fundem-se e dilatam-se, forma uma barreira que evita a entrada de oxigénio completando todo o processo de extinção.
É utilizado nos incêndios em madeira, papel, tecido, plásticos, líquidos inflamáveis e gases combustíveis.

### OUTROS USOS[3]
Aditivos alimentares.
Fermento em pó.
Retardam as chamas em vários materiais de madeira e papel.
Aplicações em cerâmica e sondas subaquáticas.
Usos em química analítica.

## CUIDADOS NO MANUSEAMENTO[3][7][11][8][10]
Independentemente do seu uso verificar sempre a identificação e armazenagem
1. USO DE EPIS - Equipamento de protecção individuais.
2. NO CASO DE USO AGRÍCOLA - Aconselha-se a máscara, roupa que cubra todo o corpo, luvas e viseira.
3. NO CASO DE USO DE EXTINTOR - Utilizar protecção de bombeiro, se não for possível, tapar a boca com tecido ou suster a respiração. Manter uma distância de segurança de 2 metros.
4. NO CASO DE USO ALIMENTAR - Ter o cuidado de usar as doses corretas e nunca ultrapassar esses valores.